# Nécropole nationale de Chauny
La nécropole nationale de Chauny est un cimetière militaire français de la Première Guerre mondiale, situé sur le territoire de la commune de Chauny, dans le département de l'Aisne.

## Localisation
Le cimetière est situé au cœur de la ville de Chauny, rue Ernest-Renan. Il jouxte le cimetière communal et deux autres cimetières militaires : le cimetière militaire allemand de Chauny et le Chauny Communal Cemetery British Extension.

## Historique

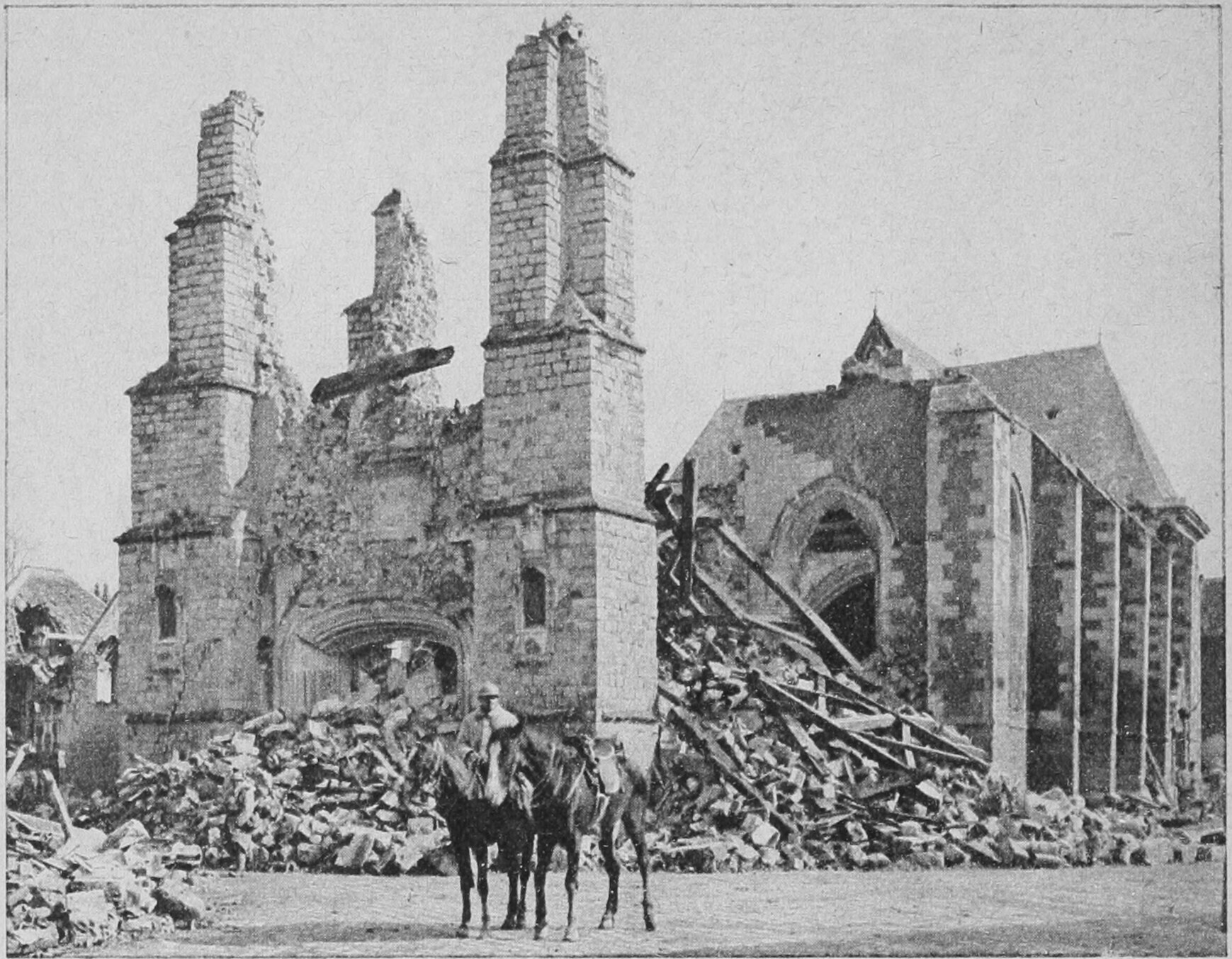
Soldat français devant les ruines de l'église Saint-Martin en 1917.

Cette nécropole nationale est créée après l'armistice, en 1919, pour regrouper les corps de soldats français inhumés dans de nombreux cimetières provisoires des environs de Chauny, Coucy-le-Château et Laon.
Il comporte les corps de 468 soldats tombés lors de la Première Guerre mondiale, surtout lors de l'offensive du Chemin des Dames (avril 1917), et de 18 tombés en mai-juin 1940.

## Galerie

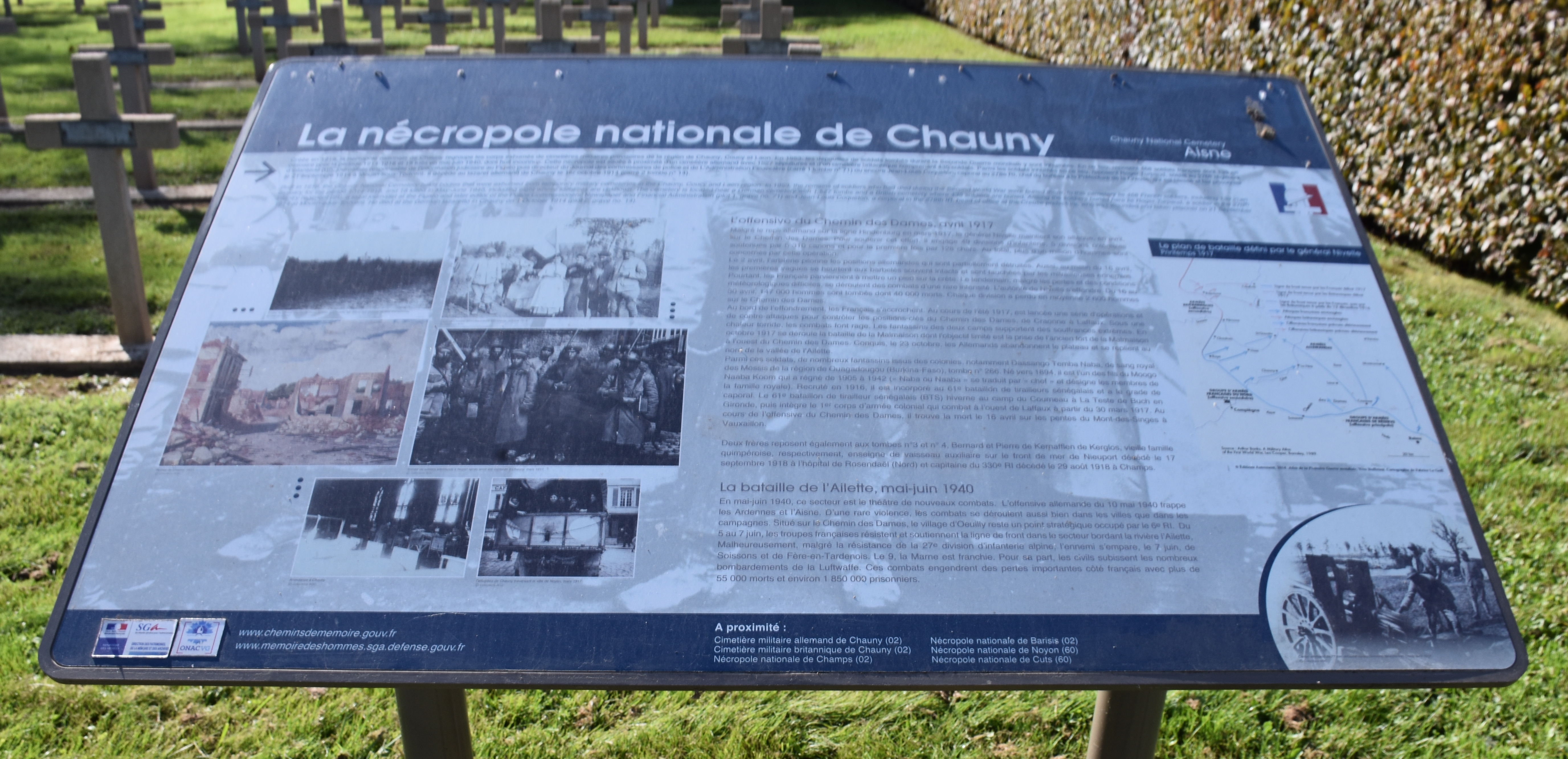
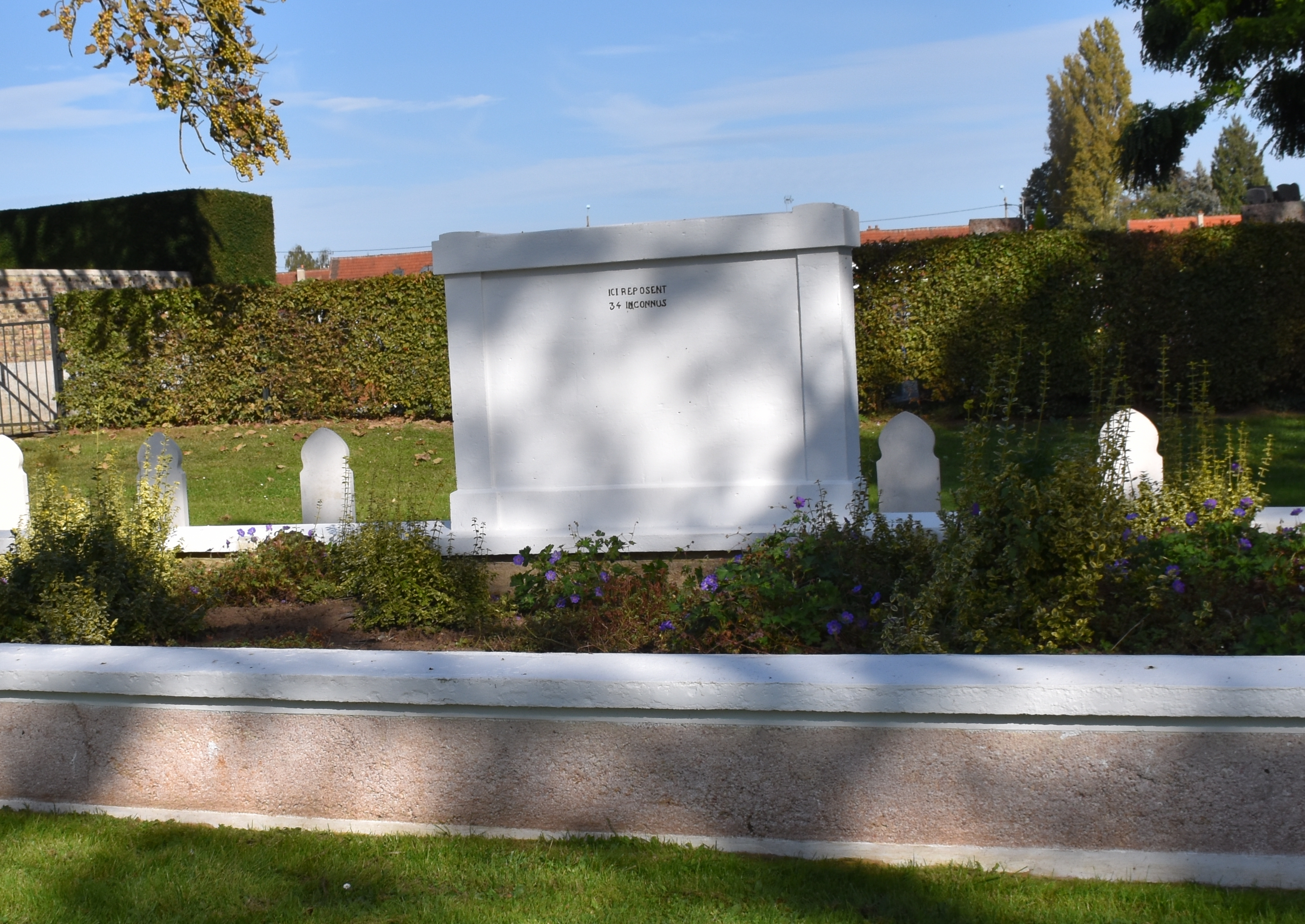
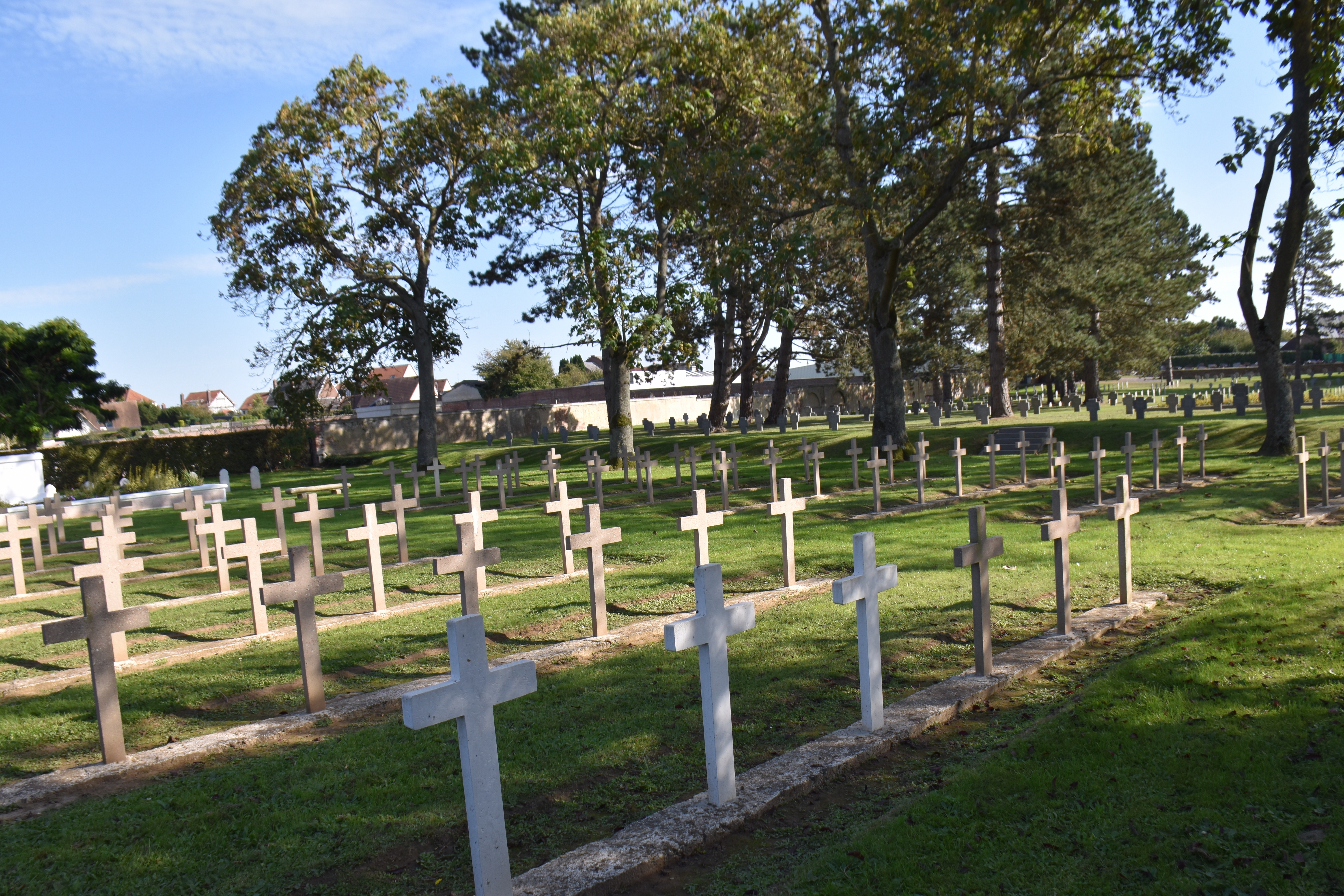
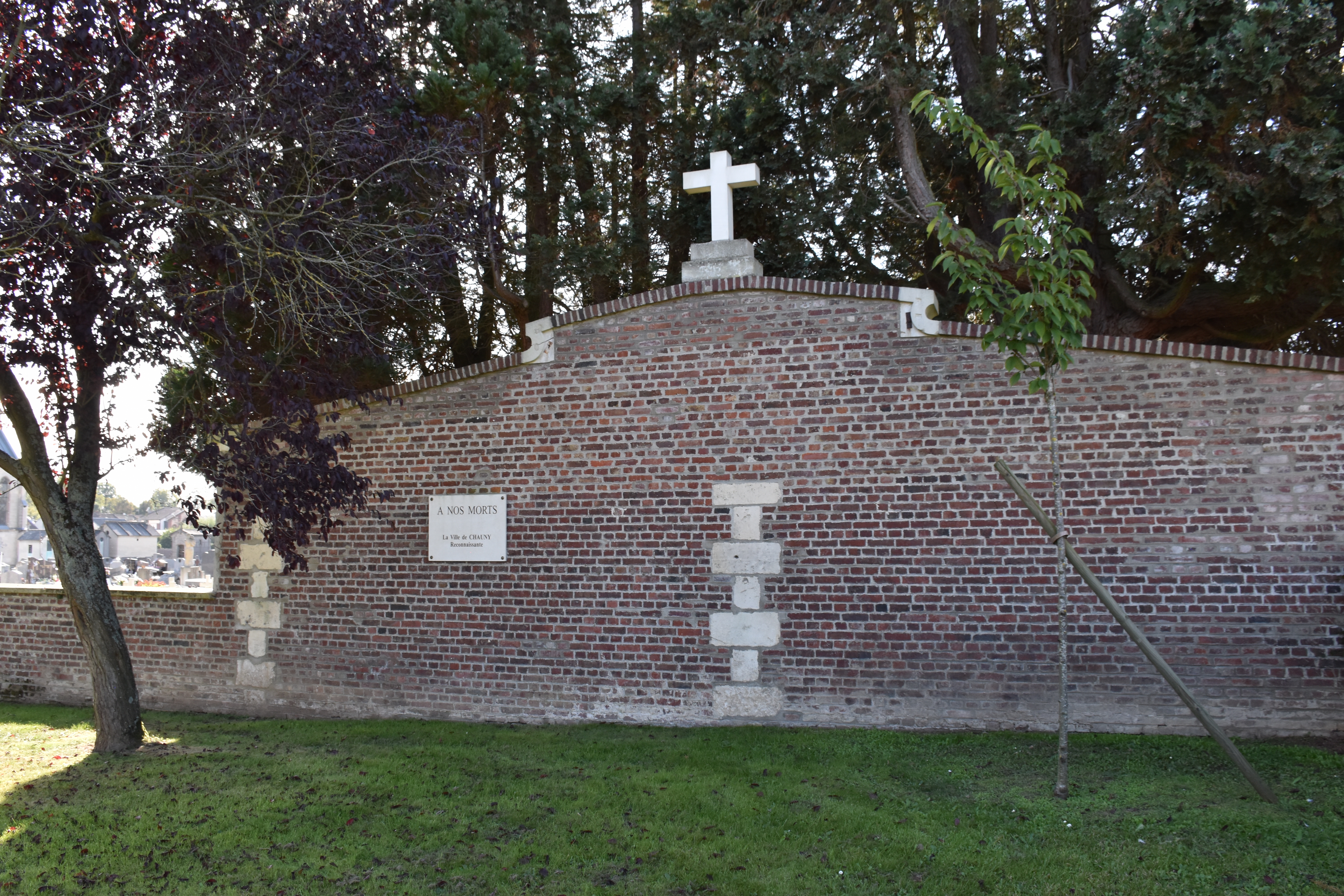
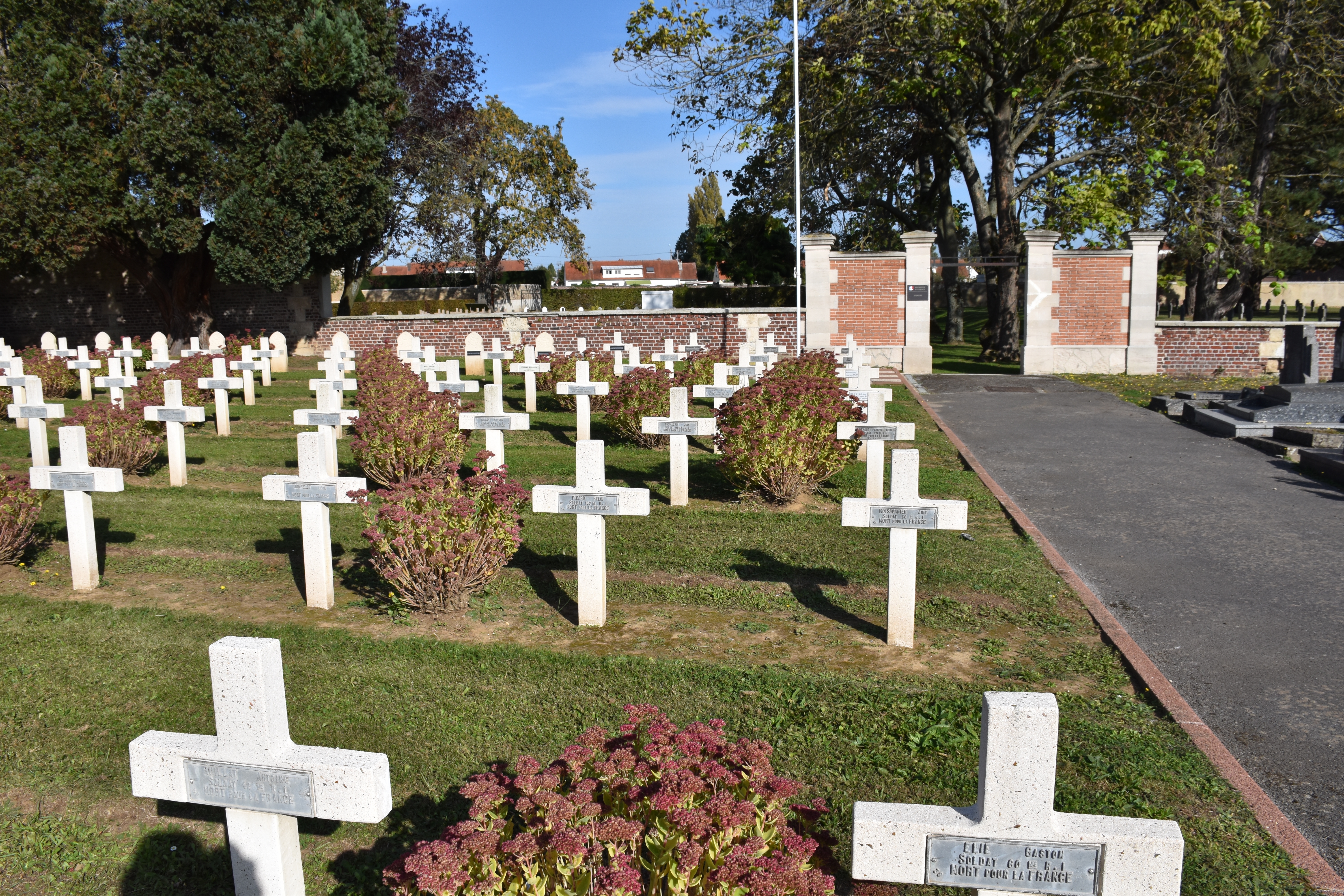
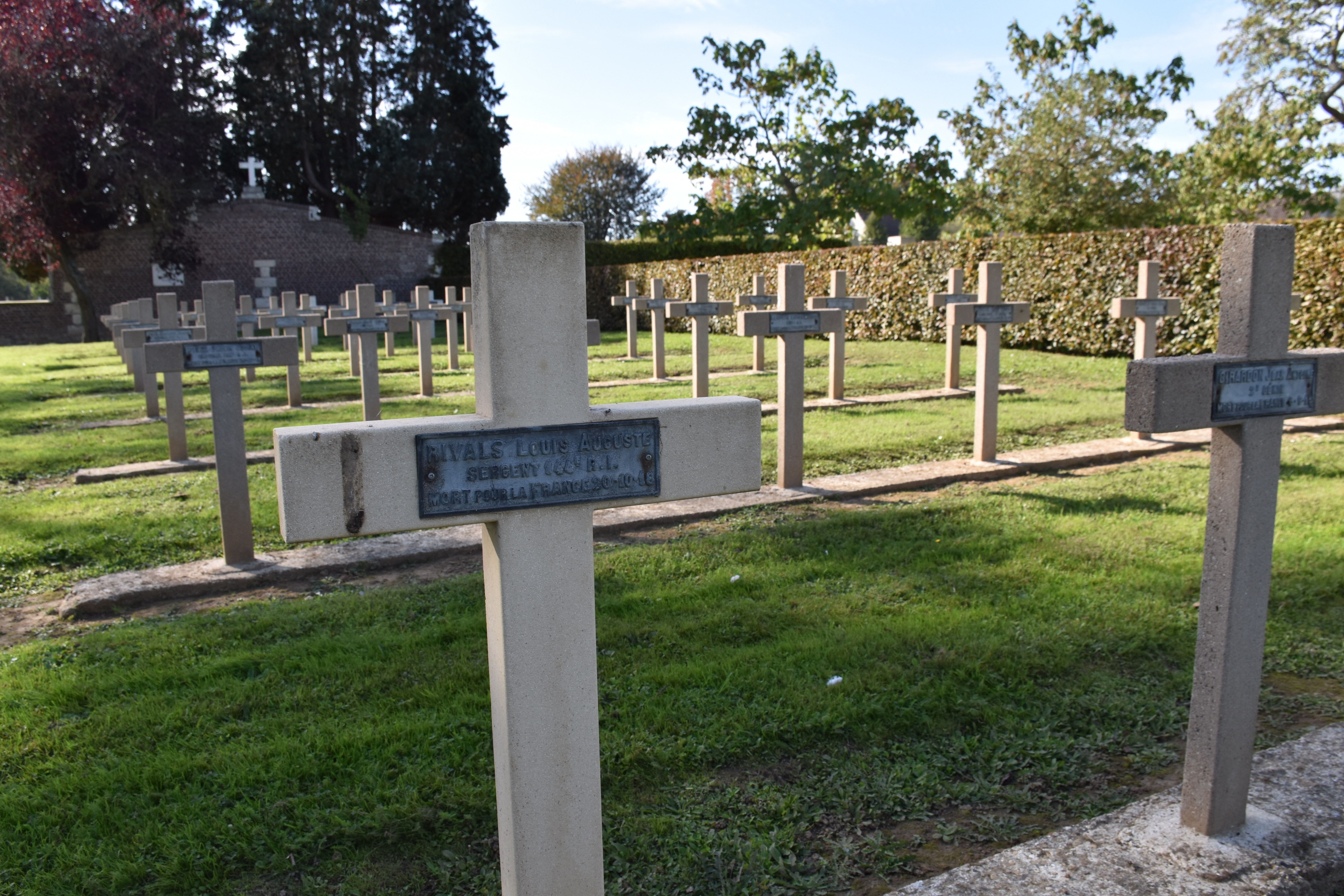